# اکورودویاز
اکورودویاز (انگلیسی: EcoRodovias) شرکت ترابری برزیلی است، که در سال ۲۰۰۳ تأسیس شد.